# Polska na Mistrzostwach Świata w Lekkoatletyce 2013
Polska na Mistrzostwach Świata w Lekkoatletyce 2013 – reprezentacja Polski podczas Mistrzostw Świata w Moskwie liczyła 55 zawodników.
Mistrzem świata w rzucie młotem został Paweł Fajdek. Srebrny medal wywalczyła w tej samej konkurencji Anita Włodarczyk. Również srebro zdobył Piotr Małachowski w rzucie dyskiem.

## Występy reprezentantów Polski

### Mężczyźni

#### Konkurencje biegowe
| Konkurencja                   | Zawodnik                                                                                    | Runda 1      | Runda 1 | Półfinał | Półfinał | Finał        | Finał   |
| Konkurencja                   | Zawodnik                                                                                    | Rezultat     | Pozycja | Rezultat | Pozycja  | Rezultat     | Pozycja |
| ----------------------------- | ------------------------------------------------------------------------------------------- | ------------ | ------- | -------- | -------- | ------------ | ------- |
| Bieg na 200 m                 | Karol Zalewski                                                                              | 20,60        | 19. q   | 20,66    | 20.      | NQ           | NQ      |
| Bieg na 800 m                 | Marcin Lewandowski                                                                          | 1:47,83      | 28. Q   | 1:44,56  | 3. q     | 1:44.08 (SB) | 4.      |
| Bieg na 800 m                 | Adam Kszczot                                                                                | 1:46,26      | 9. Q    | 1:45,68  | 12.      | NQ           | NQ      |
| Bieg na 110 m przez płotki    | Artur Noga                                                                                  | 13,44        | 14. q   | 13,35    | 7.       | NQ           | NQ      |
| Bieg na 3000 m z przeszkodami | Mateusz Demczyszak                                                                          | 8:34,60      | 28.     | —        | —        | NQ           | NQ      |
| Bieg na 3000 m z przeszkodami | Krystian Zalewski                                                                           | DSQ          | DSQ     | —        | —        | NQ           | NQ      |
| Sztafeta 4 × 100 m mężczyzn   | Robert Kubaczyk Grzegorz Zimniewicz Karol Zalewski Kamil Kryński Jakub Adamski Artur Zaczek | 38,51 (SB)   | 11.     | —        | —        | NQ           | NQ      |
| Sztafeta 4 × 400 m mężczyzn   | Kacper Kozłowski Rafał Omelko Łukasz Krawczuk Marcin Marciniszyn Patryk Dobek               | 3:01,73 (SB) | 7.      | —        | —        | NQ           | NQ      |
| Chód na 20 km                 | Rafał Augustyn                                                                              | —            | —       | —        | —        | 1:24:03      | 19.     |
| Chód na 20 km                 | Dawid Tomala                                                                                | —            | —       | —        | —        | DNF          | DNF     |
| Chód na 50 km                 | Grzegorz Sudoł                                                                              | —            | —       | —        | —        | 3:41:20 (PB) | 6       |
| Chód na 50 km                 | Łukasz Nowak                                                                                | —            | —       | —        | —        | 3:43:38 (SB) | 8       |
| Chód na 50 km                 | Adrian Błocki                                                                               | —            | —       | —        | —        | 3:51:00      | 21      |

#### Konkurencje techniczne
| Konkurencja    | Zawodnik          | Eliminacje | Eliminacje | Finał        | Finał   |
| Konkurencja    | Zawodnik          | Rezultat   | Pozycja    | Rezultat     | Pozycja |
| -------------- | ----------------- | ---------- | ---------- | ------------ | ------- |
| Skok wzwyż     | Szymon Kiecana    | 2.17       | 25.        | NQ           | NQ      |
| Skok o tyczce  | Robert Sobera     | NH         | NH         | NQ           | NQ      |
| Pchnięcie kulą | Tomasz Majewski   | 20,76 m    | 3 Q        | 20,98 m (SB) | 6.      |
| Pchnięcie kulą | Jakub Szyszkowski | 19,36 m    | 17         | NQ           | NQ      |
| Rzut dyskiem   | Piotr Małachowski | 66,00 m    | 2. Q       | 68,36 m      | srebro  |
| Rzut dyskiem   | Robert Urbanek    | 64,21 m    | 5. q       | 64,32 m      | 6.      |
| Rzut młotem    | Paweł Fajdek      | 76,17 m    | 9. q       | 81,97 m (WL) | złoto   |
| Rzut młotem    | Szymon Ziółkowski | 76,85 m    | 7. q       | 76,84 m      | 9.      |
| Rzut oszczepem | Marcin Krukowski  | 76,93 m    | 25         | NQ           | NQ      |
| Rzut oszczepem | Łukasz Grzeszczuk | 74,72 m    | 28         | NQ           | NQ      |

### Kobiety

#### Konkurencje biegowe
| Konkurencja                   | Zawodniczka                                                                        | Runda 1    | Runda 1 | Półfinał | Półfinał | Finał    | Finał   |
| Konkurencja                   | Zawodniczka                                                                        | Rezultat   | Pozycja | Rezultat | Pozycja  | Rezultat | Pozycja |
| ----------------------------- | ---------------------------------------------------------------------------------- | ---------- | ------- | -------- | -------- | -------- | ------- |
| Bieg na 200 m                 | Marika Popowicz                                                                    | 23,22 (SB) | 25      | NQ       | NQ       | NQ       | NQ      |
| Bieg na 1500 m                | Renata Pliś                                                                        | 4:08,20    | 12. Q   | 4:08,02  | 16.      | NQ       | NQ      |
| Bieg na 5000 m                | Dominika Nowakowska                                                                | 15:45.10   | 13 q    | —        | —        | 15:58.26 | 14.     |
| Bieg na 10 000 m              | Karolina Jarzyńska                                                                 | —          | —       | —        | —        | 32:54,15 | 15.     |
| Bieg na 3000 m z przeszkodami | Katarzyna Kowalska                                                                 | 9:44,12    | 16.     | —        | —        | NQ       | NQ      |
| Sztafeta 4 × 100 m kobiet     | Marika Popowicz Weronika Wedler Ewelina Ptak Marta Jeschke Martyna Opoń            | 43.18 (SB) | 10.     | —        | —        | NQ       | NQ      |
| Sztafeta 4 × 400 m kobiet     | Małgorzata Hołub Patrycja Wyciszkiewicz Iga Baumgart Justyna Święty Agata Bednarek | 3:29,75    | 9.      | —        | —        | NQ       | NQ      |
| Chód na 20 km                 | Paulina Buziak                                                                     | —          | —       | —        | —        | 1:33:30  | 30.     |
| Chód na 20 km                 | Agnieszka Dygacz                                                                   | —          | —       | —        | —        | 1:34:42  | 44.     |
| Chód na 20 km                 | Katarzyna Kwoka                                                                    | —          | —       | —        | —        | 1:36:54  | 53.     |

#### Konkurencje techniczne
| Konkurencja   | Zawodniczka        | Eliminacje | Eliminacje | Finał        | Finał   |
| Konkurencja   | Zawodniczka        | Rezultat   | Pozycja    | Rezultat     | Pozycja |
| ------------- | ------------------ | ---------- | ---------- | ------------ | ------- |
| Skok wzwyż    | Justyna Kasprzycka | 1,92 m     | 11. q      | 1,97 m (PB)  | 6.      |
| Skok wzwyż    | Kamila Stepaniuk   | 1,92 m     | 10. q      | 1,93 m       | 7.      |
| Skok o tyczce | Anna Rogowska      | NH         | NH         | NQ           | NQ      |
| Trójskok      | Anna Jagaciak      | 13,96 m    | 10. q      | 13,95 m      | 10.     |
| Rzut dyskiem  | Żaneta Glanc       | 61,62 m    | 8. q       | 62,90 m (SB) | 7.      |
| Rzut młotem   | Anita Włodarczyk   | 76,18 m    | 1. Q       | 78,46 m (NR) | srebro  |

| Siedmiobój        | Siedmiobój     | Siedmiobój   | Siedmiobój | Siedmiobój |
| Zawodnik          | Konkurencja    | Wynik        | Punkty     | Pozycja    |
| ----------------- | -------------- | ------------ | ---------- | ---------- |
| Karolina Tymińska | 100 m p.pł.    | 13,48        | 1053       | 6.         |
| Karolina Tymińska | Skok wzwyż     | 1,68         | 830        | 29.        |
| Karolina Tymińska | Pchnięcie kulą | 13,74        | 777        | 11.        |
| Karolina Tymińska | 200 m          | 24,13        | 968        | 5.         |
| Karolina Tymińska | Skok w dal     | 6,32         | 949        | 6.         |
| Karolina Tymińska | Rzut oszczepem | 40,61        | 679        | 20.        |
| Karolina Tymińska | 800 m          | 2:06,64 (SB) | 1014       | 2.         |
| Razem             | Razem          | Razem        | 6270       | 9.         |